# موتور شنبه صادقی
موتور شنبه صادقی یک منطقهٔ مسکونی در ایران است که در دهستان نورآباد (منوجان) واقع شده‌است.